# Gustav Ruhland

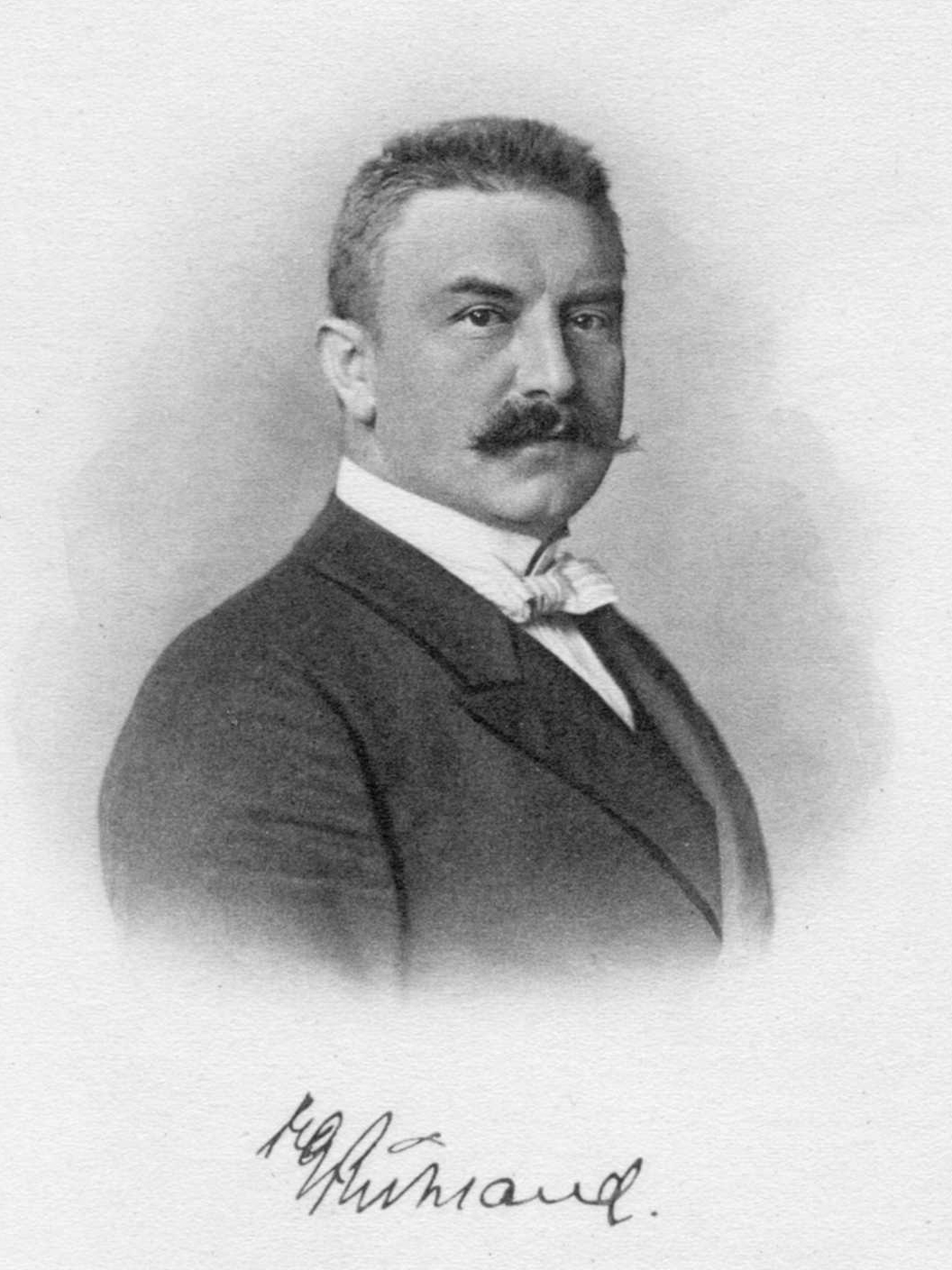
Gustav Ruhland (1910)

Johann August Gustav Ruhland (* 11. Juni 1860 im damaligen Posthof zu Hessenthal (Spessart); † 4. Januar 1914 in Bad Tölz) war ein deutscher Nationalökonom und Agrarpolitiker. Im Auftrag Bismarcks machte er mehrere Studienreisen durch die damaligen Getreideproduktionsländer der Erde. Von 1893 bis 1895 war er Privatdozent für Nationalökonomie an der Universität Zürich, von 1898 bis 1901 ordentlicher Professor an der Universität Freiburg/Schweiz. Seit 1894 arbeitete er als wissenschaftlicher Berater für den Bund der Landwirte.
Er kritisierte sowohl den Kapitalismus, speziell den Wirtschaftsliberalismus und das damit verbundene Kreditwesen und Zinssystem, als auch den Sozialismus. Ruhland vertrat vielmehr eine „organische Mittelstandsauffassung“ (siehe sein Werk Volkswirtschaftliche Grundbegriffe).

## Leben

### Elternhaus
Der Geometer Johann Adam Ruhland (* 10. April 1823, † 10. Mai 1875) aus Königsstädten bei Groß-Gerau kaufte im Herbst 1858 das „Postanwesen in Hessenthal“ im Spessart. Mit seiner Frau Dorothea Henriette Luise Ruhland, geb. Stein aus Erbenheim bei Wiesbaden (* 29. Januar 1834, † 30. November 1898), hatte Ruhland 8 Kinder, vier Söhne und vier Töchter. Die beiden ältesten Töchter waren noch in Königsstädten geboren. Johann August Gustav Ruhland war das dritte Kind der Eheleute Ruhland und kam am 11. Juni 1860 als erstes der übrigen Geschwister in Hessenthal zur Welt. Einer seiner Brüder starb bereits 1866 im Alter von 1½ Jahren, ein anderer wanderte aus und starb 1917 in den USA.

### Umwelt

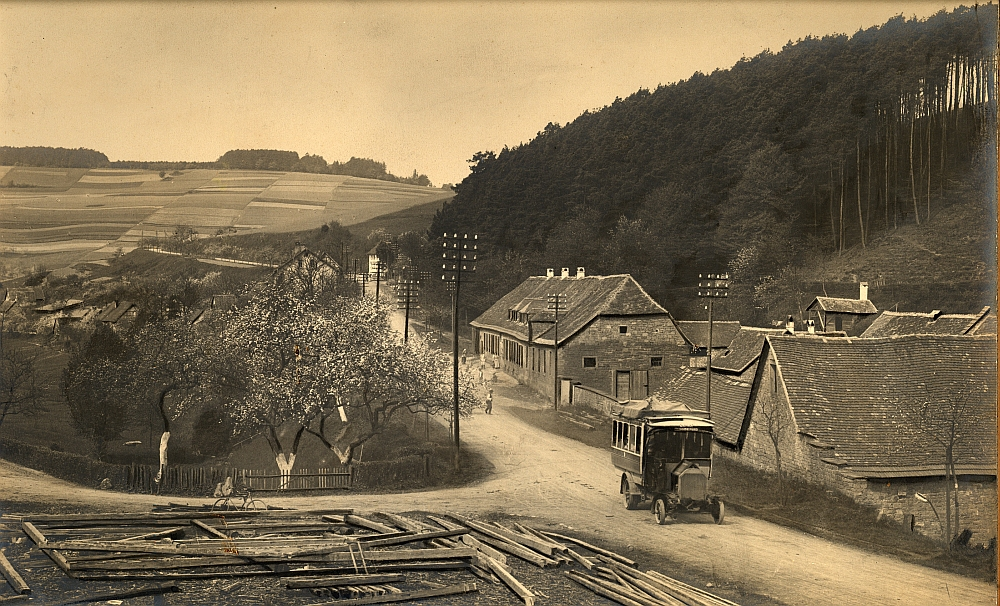
Posthof Hessenthal zu Anfang des 20. Jahrhunderts

Der Posthof in Hessenthal wurde nach dem Bau der Chaussee Aschaffenburg – Würzburg (ehemals Bundesstraße 8) zu Ende des 18. Jahrhunderts als Poststation errichtet. 1861 wurde Ruhlands Vater als Posthalter von Hessenthal die Postexpedition und Poststallhaltung auf Dienstvertrag verliehen. Der Poststall hatte Platz für 100 bis 120 Pferde. Zum Betrieb gehörten 73 ha landwirtschaftliche Fläche. Mit dem Bau der Eisenbahn durch den Spessart war aber bereits damals abzusehen, dass die Einnahmen aus dem Postbetrieb zurückgehen würden. Auch Ruhlands Eltern sahen diese Entwicklung voraus. Sie strukturierten den Hof um und erschlossen neue Einnahmequellen. Die Pferdeställe wurden als Rinder- und Milchviehställe genutzt und um Schweineställe erweitert. Eine Apfelweinkelterei und Obstbrennerei wurde eingerichtet. Die Wasserkraft des Kaltenbaches wurde für eine Ölmühle, eine Knochenmühle, ein Holzsägewerk und eine der ersten Dreschmaschinen genutzt.
Die Größe der landwirtschaftlichen Betriebe in der Umgebung lag indessen infolge der durch das Kurmainzer Landrecht und dessen Erbregelungen entstandenen Grundstücksaufteilung bei nur 4 ha. Hinzu kamen das hängige Gelände und die geringe Fruchtbarkeit der Böden. Die Hessenthaler mussten sich daher im weiten Umkreis einen Hinzuverdienst suchen.
Die Familie Ruhland war damals fremd in Hessenthal und eine der wenigen evangelischen Familien an der oberen Elsava. Bei der katholischen Geistlichkeit und Bevölkerung gab es daher anfangs Vorbehalte, bei den, wie es hieß, „Ketzern“ zu arbeiten. Die verhältnismäßig günstigen Arbeitsbedingungen auf dem Hof konnten aber bald Vertrauen schaffen.
Ruhlands Vater führte fortschrittliche Bewirtschaftungsmethoden ein und gab damit der Gemeinde gute Beispiele. Zugleich erwarb er einzelne Grundstücke und versuchte durch Grundstückstausch in das Eigentum großer zusammenhängender Flächen zu kommen. Nach seinem Tod vergrößerte Ruhlands Mutter den Betrieb nochmals um 26 ha. 1893 übernahm sein Bruder Otto die Betriebsführung. Obwohl ihm Gustav sein Erbteil überließ, musste Otto um die Erbansprüche der übrigen Geschwister erfüllen zu können, Anfang 1910 das Anwesen verkaufen.

### Kindheit und Schule (1860–1879)

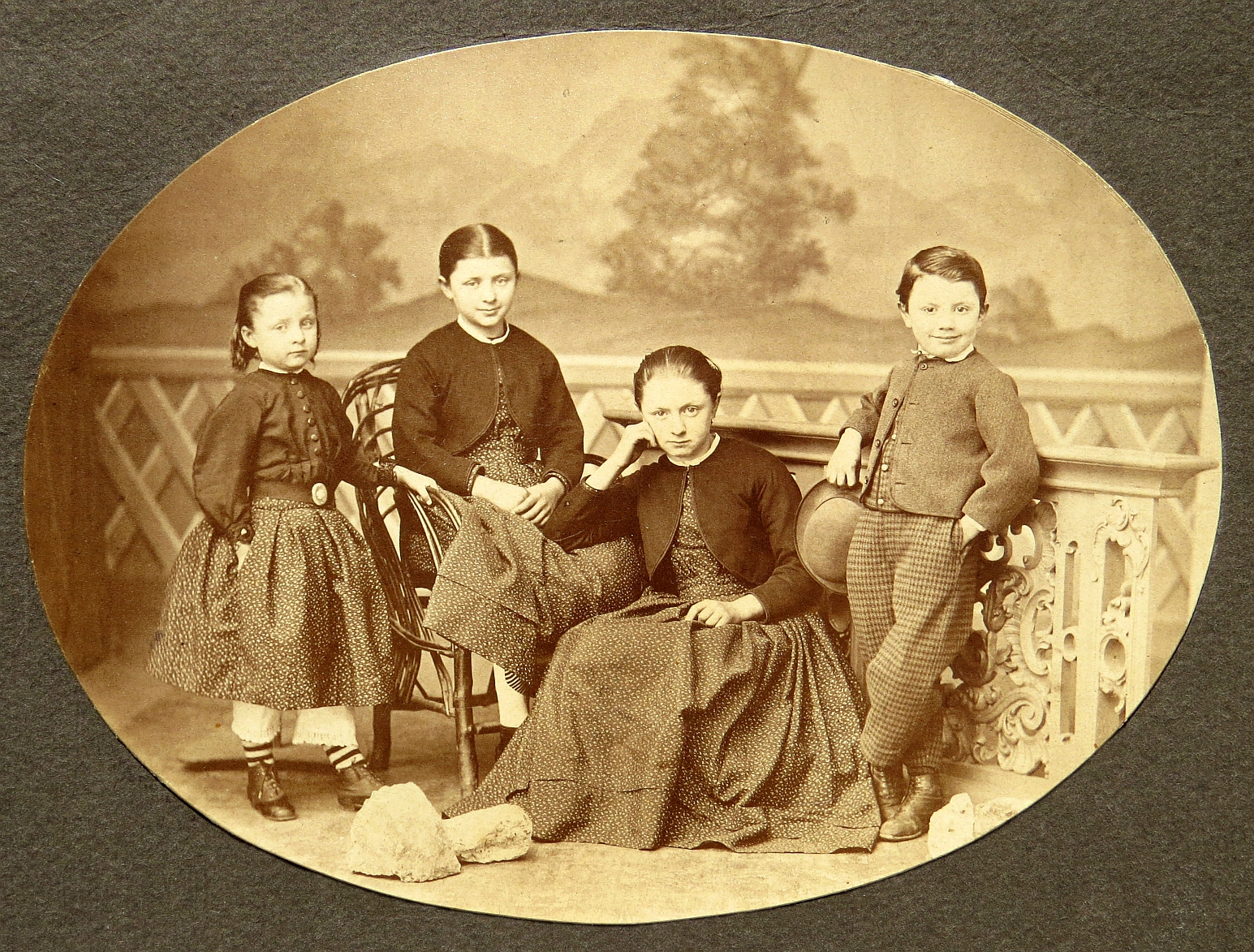
Das Kind Gustav Ruhland (rechts) mit seinen Schwestern

Gustav Ruhland erhielt seinen ersten Unterricht im Posthof von einer Hauslehrerin. Aber statt im Unterricht zu sitzen, spielte er oft lieber mit seinem Freund Löffler aus Hessenthal. 1870 bis 1872 schickte ihn sein Vater in die Königliche Lateinschule nach Aschaffenburg. Doch sobald er konnte, war er wieder zuhause in Hessenthal. Die Zeugnisse waren dementsprechend; in der ersten Klasse war er der 26. von 28, in der zweiten der 22. von 26 Schülern. Anschließend schickte ihn sein Vater auf die mehr naturwissenschaftlich ausgerichtete Landwirtschaftliche Mittelschule in Nürnberg, Stadtteil Lichtenhof. Hier war Gustav Ruhland, obwohl einer der jüngsten, nach dem ersten Kurs 1872/73 der 6. von 24 Schülern. Zum 2. Kurs 1873/74 heißt es lapidar: „Im Laufe des Jahres ausgetreten“. Die Ursache scheint ein Jungenstreich gewesen zu sein. Ruhland war also in der zweiten Jahreshälfte 1874 wieder daheim in Hessenthal.
Im Mai 1875 starb sein Vater und im Herbst dieses Jahres ging Gustav nach Mainz, wo er bei einer Tante wohnte und die Scharvogel´sche Privatlehranstalt besuchte. Am 28. Mai 1877 hat er dort die Entlassungsprüfung mit „gut“ bestanden. In dieser Schule soll Ruhland an mehreren Raufereien beteiligt gewesen sein. Einmal half er dem jüngeren, schwächeren Mitschüler Karl Reis, dem Sohn von Philipp Reis, sich gegen eine Übermacht von Mitschülern zu wehren. Er soll dabei so zornig geworden sein, dass er einen um den anderen packte und eine Treppe hinunter warf. Der Rektor kam damals zu der Einschätzung, Ruhlands Handlungsweise sei eine Folge seines ausgeprägten Gerechtigkeitsgefühls und sah keinen Grund, ihn deswegen von der Schule zu verweisen.
Nach Abschluss der Realschule arbeitete Ruhland im Betrieb seiner Mutter. Sein Freund Löffler berichtete, Ruhland habe sich allen landwirtschaftlichen Arbeiten unterzogen „wie ein Knecht“.
Zum Wintersemester 1877/78 bezog Ruhland das Polytechnikum in Langensalza, kam dort aber mit seinem Geld nicht aus. Anfang 1879 brach er, angeblich wegen einer Liebschaft mit der Tochter des Direktors, sein Studium ab und wechselte zurück in die Landwirtschaft – zunächst als Volontär, später als Verwalter eines Betriebes in Thüringen. Dort lernte er eine Tochter eines Offiziers kennen und beschloss, die Offizierslaufbahn einzuschlagen. 1879 kam Ruhland als Einjährig-Freiwilliger zum zweiten Jägerbataillon in Aschaffenburg, hatte dort aber nach wenigen Monaten einen so schweren Reitunfall, dass er den Militärdienst beenden musste.

### Hinter Pflug und Sense (1879–1883)
Nach seiner Erholung im Elternhaus setzte er die landwirtschaftliche Tätigkeit in Thüringen fort, kehrte 1882 auf den Posthof zurück und übernahm dessen Bewirtschaftung nicht nur als Betriebsleiter, sondern offenbar auch als Mitarbeiter. Jeder Arbeit, die er vom Gesinde verlangte, soll er sich auch selbst gestellt haben. Dabei stellten sich ihm Fragen und ergaben sich Probleme, die er durch intensives Literaturstudium zu beantworten und zu bewältigen suchte. In den Arbeitspausen wälzte er oft Bücher, studierte Zeitungen, während die Arbeiter Brotzeit machten. Dabei kam er zu der Ansicht, die Besteuerung der Hessenthaler Brennereien als landwirtschaftliche Nebenbetriebe sei nicht sachgerecht. Mit umfassenden Gegenvorstellungen, die er bis vor das zuständige Bayerische Ministerium brachte, konnte er damals zur Lösung dieses Problems beitragen. In seiner Thüringer Praktikumszeit hatte er neue Methoden der Ackerbestellung erlernt und erlebte nun, dass deren Anwendung auch den Ertrag der eigenen Flächen steigerten und damit auch den erzielbaren Pachtzins und Grundstückspreis, den ein Übernehmer zu zahlen hätte. Mit dem Wunsch, sich als Landwirt selbständig machen zu können, empfand er die damaligen Erbrechtsverhältnisse, nämlich das damals in Hessenthal noch weiter geltende Mainzer Landrecht, besonders nachteilig.
Bereits 1882 verfasste er Abhandlungen wie „Gesellschaftliche Organisation des landwirtschaftlichen Personalkredits“ (s. Jahrbücher für Nationalökonomie und Statistik, Band 40, 1883) oder „Gedanken und Vorschläge über die Regulierung der Grundschulden“ und schickte sie auch an Albert Schäffle. Dieser beurteilte die Arbeiten als „großgedacht und weitblickend“ und spornte damit Ruhland zu weiteren Arbeiten an. Ruhland studierte das volkswirtschaftliche Schrifttum, wie es ihm in die Hände kam, fand darin aber keine Lösungen für seine Beobachtungen in der Praxis und entwickelte daher seine eigenen Ideen. So arbeitete und studierte Ruhland fleißig. Auch beim Geldausgeben soll er nicht kleinlich gewesen sein. Der Mutter gestand er jedenfalls immer wieder seine „Bücherschulden“.
In Anlehnung an den Buchtitel „Hinter Pflug und Schraubstock“ von Max Eyth, den er später kennen und schätzen lernte, nannte Ruhland diesen Lebensabschnitt „Hinter Pflug und Sense“.

### Der junge Agrarpolitiker (1883–1885)

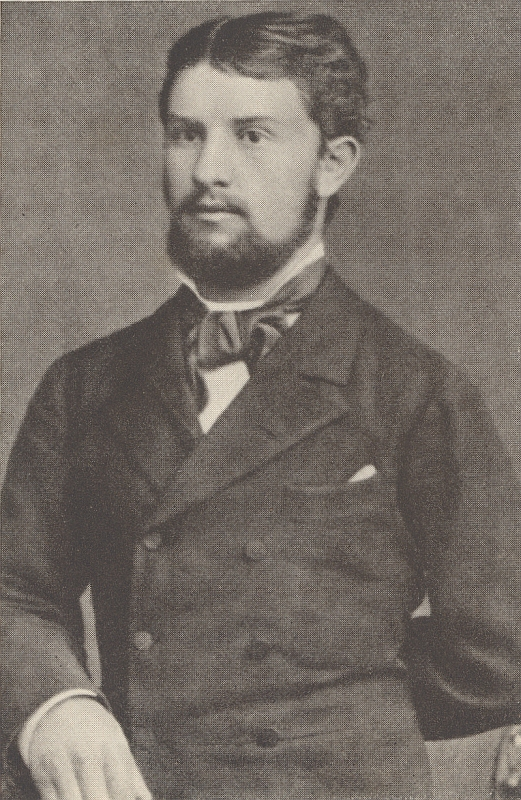
Der junge Agrarpolitiker Gustav Ruhland

Nach seinem 23. Geburtstag 1883 eröffnete er seiner Mutter, dass er seinen Schwarm heiraten und den Hof in Hessenthal übernehmen wolle. Beides lehnte die Mutter ab, die damals noch für 6 Kinder sorgen musste. Es kam zu Auseinandersetzungen, an deren Ende Ruhland zwar noch daheim wohnen durfte, aber die Arbeit im landwirtschaftlichen Betrieb aufgab. Ruhland war damit weitgehend auf sich gestellt.
Nach Beendigung der Mitarbeit im elterlichen Betrieb verdiente sich Ruhland seinen Unterhalt mit dem Schreiben von agrarpolitischen Abhandlungen für Fachzeitschriften, die er nach Erscheinen auch an Albert Schäffle (1831 – 1903) schickte. Aus dem Konflikt zwischen dem Erlebten und den Theorien der Wissenschaft verfasste er seine Erstlingswerke „Agrarpolitische Versuche vom Standpunkt der Sozialpolitik“, „Über den Begriff der landwirtschaftlichen Brennerei“ und „Das natürliche Wertverhältnis des landwirtschaftlichen Grundbesitzes“. Bei diesen Arbeiten stand ihm Schäffle beratend und fördernd zur Seite. Schäffle hat dem jungen Schriftsteller damals auch empfohlen, sich neben der Nationalökonomie auch mit Philosophie zu beschäftigen, insbesondere mit Immanuel Kant und Friedrich Adolf Trendelenburg.
Ruhland suchte auch nach Lösungen, um der überall zu beobachten Notlage der Landwirtschaft zu begegnen. So stellte er in einigen benachbarten Dörfern mit der Hilfe der Ortsgeistlichen und der Bauern eine Liste zusammen, aus der hervorgeht, wie hoch die Belastungen der einzelnen Betriebe durch Hypothekendarlehen, sonstige Schulden, Steuern etc. lagen. Mit diesem Material reiste er zu Friedrich Wilhelm Raiffeisen nach Neuwied, mit dem er enge Beziehungen unterhielt.
In dieser Zeit warb Freiherr von Thüngen-Roßbach in Franken für eine Agrarreform und Ruhland zog dafür als eifriger und erfolgreicher Redner durch das Land.
1885 hielt Ruhland vor der damals in Tölz tagenden Wanderversammlung der bayerischen Landwirte das Referat über die Reorganisation des landwirtschaftlichen Kredits. Zur Untersuchung dieser Frage wurde eine Kommission gegründet und Ruhland zu deren Berichterstatter ernannt.

### Studium und Promotion (1885–1887)

#### München
Die Kommission zur Untersuchung über die Reorganisation des landwirtschaftlichen Kredits tagte zumeist in München. Diese Gelegenheit nutzte Ruhland und schrieb sich für das Winterhalbjahr 1885/86 zum Studium der Naturwissenschaften an der Ludwig-Maximilians-Universität in München ein. Da das Zeugnis des Polytechnikums in Langensalza nicht genügte, konnte er sich nur mit der kleinen Matrikel einschreiben. Im Sommersemester 1886 wechselte er dann zu den Staatswissenschaften. In dieser Zeit war es wohl, wie er seiner Tochter erzählte, dass er als Protestant begeistert an einer Kundgebung für Johann Michael Sailer, den früheren Bischof von Regensburg, teilgenommen hatte.
1886 erstattete Ruhland den Bericht der Kommission zur Reorganisation des landwirtschaftlichen Kredits an die in diesem Jahr in Augsburg tagende Wanderversammlung in der Schrift „Die Lösung der landwirtschaftlichen Kreditfrage im System der agrarischen Reform.“
Während der Semesterferien und wohl auch später wohnte Ruhland bei einem Bekannten in Wörth am Main. Immer, wenn er von dort zu seiner Mutter und den Geschwistern nach Hessenthal fuhr, besuchte er auch seinen Jugendfreund Löffler, der inzwischen Theologie studiert hatte und als Pfarrer in Kleinwallstadt tätig war. Diese Begegnungen dienten auch dem Austausch von Beobachtungen zu den wirtschaftlichen Verhältnissen der Bevölkerung.

#### Tübingen
Im Herbst 1886 wechselte Ruhland an die Eberhard Karls Universität nach Tübingen. Am Ende des Sommersemesters, am 28. Juli 1887 wurde Ruhland nach dem Doktorbuch der Universität Tübingen „magna cum laude“ promoviert. Für das Sommersemester 1887 hatte sich Ruhland auch an der Technischen Hochschule München als Hörer in der landwirtschaftlichen Fakultät eingeschrieben. Diese Fakultät hatte damals eine Preisaufgabe gestellt mit dem Thema: „Welchen Einfluss hat die Reichsgesetzgebung auf die Entwicklung der bayerischen Landwirtschaft gehabt?“. Ruhland bearbeitete das Thema und erhielt den Preis. Zur gleichen Zeit erstellte er auch eine amtliche Denkschrift über „Die Entwicklung von Handel und Verkehr mit Getreide in Bayern in den letzten 100 Jahren“.

### Studienreisen im Auftrag Bismarcks (1888–1890)
Durch seine Arbeiten mit neuen Ideen und Lösungsvorschlägen war Ruhland in weiten Kreisen bekannt geworden. In dieser Zeit waren die Getreidepreise ständig gesunken, obwohl man die Zölle wesentlich erhöht hatte. Es war nun an der Zeit, die internationale Konkurrenz und die Ursachen für die Preisschwankungen für Getreide zu erforschen. Ruhland dachte daher an eine Studienreise in alle Gebiete, die Getreide nach Europa lieferten. Gleichzeitig wurde auch Fürst Bismarck auf Ruhland aufmerksam. Er soll von Ruhland gesagt haben: „Der Kerl gefällt mir! Ich halte auch nicht viel von meinen Zöllen. Aber ich habe bis jetzt noch niemanden gefunden, der mir etwas Besseres hätte vorschlagen können!“
Durch die Vermittlung bayrischer Minister kam Ruhland in Verbindung mit dem Reichskanzler, hatte in Berlin eine Unterredung mit ihm und legte dabei seinen Plan für eine große Studienreise vor. Bismarck billigte den Plan, verschaffte Ruhland die nötigen Reisestipendien und gab ihm folgende Reiseinstruktion: „Sie sind mir empfohlen worden als ein Mann, der nicht nur eine wissenschaftliche Bildung, sondern auch praktisches Verständnis besitzt. Wenn Sie zurückkommen von Ihrer Reise und mir bestimmte Vorschläge unterbreiten können, von denen ich mir auch nur einen einzigen aneigne, dann werden die Resultate Ihrer Reise auch Sie persönlich bald in eine Position einrücken lassen, die Sie befriedigt. Wenn Sie aber zurückkommen und mir nur einen historisch interessanten Bericht erstatten, dann melden Sie sich nachher besser beim Kultusminister!“
In den Jahren 1888 bis 1890 machte Ruhland seine großen Studienreisen nach England, Russland, in die Donauländer, Ägypten, Indien, Australien und Nordamerika. Er studierte dabei neben den Anbautechniken für Getreide in den verschiedenen Ländern auch das dortige Problem der Preisbildung. Er besuchte alle großen Getreidebörsen und erforschte das Ineinandergreifen der Faktoren, die den Weltmarkt für Getreide ausmachen. Im Hinblick auf das Problem der Geldwährung besuchte er auch über 200 größere Gold- und Silberbergwerke. Als Ruhland im Sommer 1890 von seinen Reisen zurückkehrte, war Bismarck als Reichskanzler gestürzt, und Reichskanzler Leo von Caprivi hatte seine neue Wirtschaftspolitik eingeführt.
Ruhland wertete dennoch seine Reisen aus und berichtete in mehreren Schriften, unter anderem „Über Wirkung und Bedeutung der Schutzzölle“.

### Organisation und Führung eines landwirtschaftlichen Großbetriebes (1890–1893)
Da es der Landwirtschaft in der ersten Zeit unter Caprivi relativ gut ging, war das Echo auf die Erkenntnisse aus den Studienreisen nur gering. Ruhland nutzte daher das Angebot, in Salzburg und Tirol den Aufbau des Schmidtmann'schen Großgrundbesitzes zu organisieren, der aus über 40 verschuldeten Bauernhöfen entstanden war. Ziel war es, die Betriebe so zusammenzufassen, dass eine Musterwirtschaft entstand, verbunden mit einer Hochzucht für das Pinzgauer Rind. Die Erfahrung, die Ruhland in den Jahren 1890 bis 1893 auf diesem Betrieb machte, war, dass die Behauptung von Karl Marx und Wilhelm Liebknecht, wonach die moderne Produktionstechnik auch in der Landwirtschaft auf den Großbetrieb zusteuere, nicht zutreffe. Seine Erfahrung war, dass ein intensiver Zuchtbetrieb am besten in einem mittelständischen bäuerlichen Betrieb geführt werden kann.

### Habilitation – Lehrtätigkeit – volkswirtschaftlicher Berater beim Bund der Landwirte (1893–1914)

#### Habilitation (1893)
Inzwischen waren die landwirtschaftlichen Preise stark zurückgegangen, und Ruhland kehrte wieder zur Agrarpolitik zurück. 1893 wurde er mit der Rede „Über die Grundprinzipien aktueller Agrarpolitik“ habilitiert und Privatdozent für Nationalökonomie an der Universität Zürich. Wenn auf den Feldern die Heuernte begann, zog es den Dozenten Ruhland hinaus zu den Bauern auf das Feld, wo er sich kräftig ins Zeug legte, um dann wieder gestärkt zur Wissenschaft zurückzukehren.

#### Volkswirtschaftlicher Berater beim Bund der Landwirte (1894–1914)
Im Sommer 1894 berief der Bund der Landwirte auf Rat und Empfehlung Adolph Wagners Ruhland als volkswirtschaftlichen Berater nach Berlin.
Wohl weil Ruhland wegen der Arbeiten in Berlin seiner Lehrtätigkeit nicht mehr nachkommen konnte, erfolgte im Verzeichnis der Universität Zürich für die Semester 1894/95 und 1895 der Eintrag: „Dr. Gustav Ruhland, Privatdozent der Staatswissenschaftlichen Fakultät, Wörth am Main, beurlaubt.“
1891 wurde die Enzyklika „Rerum Novarum“ verkündet. Unter deren Einfluss verfasste Ruhland seine Schrift „Wirtschaftspolitik des Vaterunser“, die er 1895 veröffentlichte. Sie entstand aus der Überzeugung, dass sich die Wirtschaftspolitik eines christlichen Staates auf der Bitte „Unser tägliches Brot gib uns heute“ aufbauen solle.

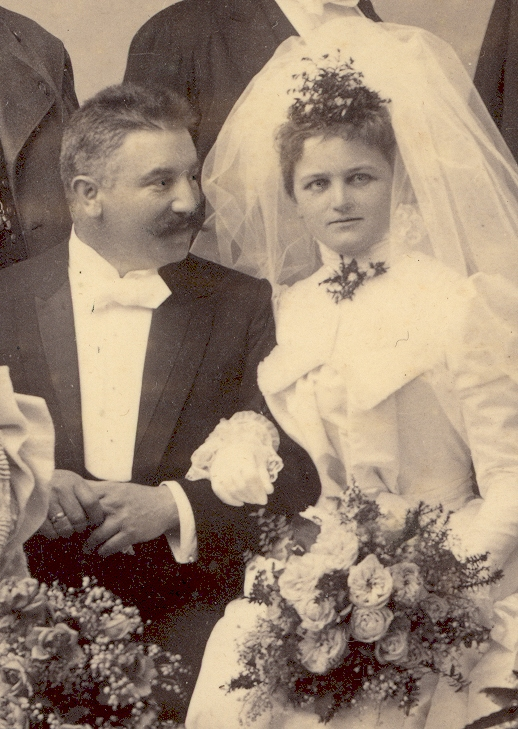
Hochzeit 1898: Gustav Ruhland mit seiner Braut Maria Jaud

Im selben Jahr 1895 wurde zum Zweck der Verbilligung des landwirtschaftlichen Personalkredits auf Betreiben Ruhlands die „Preußenkasse“ geschaffen. Ebenfalls ein Verdienst von Ruhland war, dass im Sommer 1896 der Deutsche Reichstag das gesetzliche Verbot des Börsenterminspiels in Getreide beschloss. Vom 21. bis 26. September 1896 fand in Luzern der erste praktisch soziale Kursus der Schweizer Katholiken statt. Ruhland nahm dort in vier Vorträgen Stellung zu den Hauptproblemen der Agrarpolitik.

#### Lehrtätigkeit (1898–1901)
1898 folgte Ruhland einem Ruf als ordentlicher Professor für Nationalökonomie an die Universität Freiburg (Schweiz).
Neben den Vorlesungen an der Universität nahm Ruhland auch Verbindung zu den Landwirten des benachbarten deutschsprachigen Sensebezirkes auf. Dort geschah es öfters, dass Ruhland im Sommer an sonnigen Tagen am frühen Morgen zu den Landwirten auf die Felder ging, ihnen beim Mähen mit der Sense half und nach getaner Arbeit sich wieder seinen Vorlesungen widmete.
Als Mitglied der Kommission des Schweizerischen Bauernbundes beteiligte er sich in dieser Zeit auch an den Vorarbeiten für das neue schweizerische Zivilgesetzbuch.
Am 17. Mai 1898 heiratete Ruhland in Bad Tölz Maria Jaud (* 1. August 1878 im Forsthaus im Ortsteil Bäcker in der Jachenau). Ihre Eltern waren der kgl. Förster a. D. Lorenz Jaud (* 10. Juni 1829 beim Fischerweber in Egern, † 23. März 1901 in Bad Tölz) und seine Frau Magdalena Jaud, geb, Probst (* 29. Oktober 1848 beim Wiesbauern, Wackersberg, † 2. Juli 1922 in Bad Tölz).
Hier ist zu erwähnen, dass der Protestant Ruhland seiner römisch-katholischen Frau zugesagt hatte, dass ihre Kinder katholisch getauft und erzogen werden dürfen. Im Trauschein ist Tölz als Wohnort Ruhlands angegeben. Dort war bis zu seinem Tod sein fester Wohnsitz.
Am 27. Februar 1899 kam seine Tochter Maria Magdalena Auguste in Freiburg (Schweiz) zur Welt.

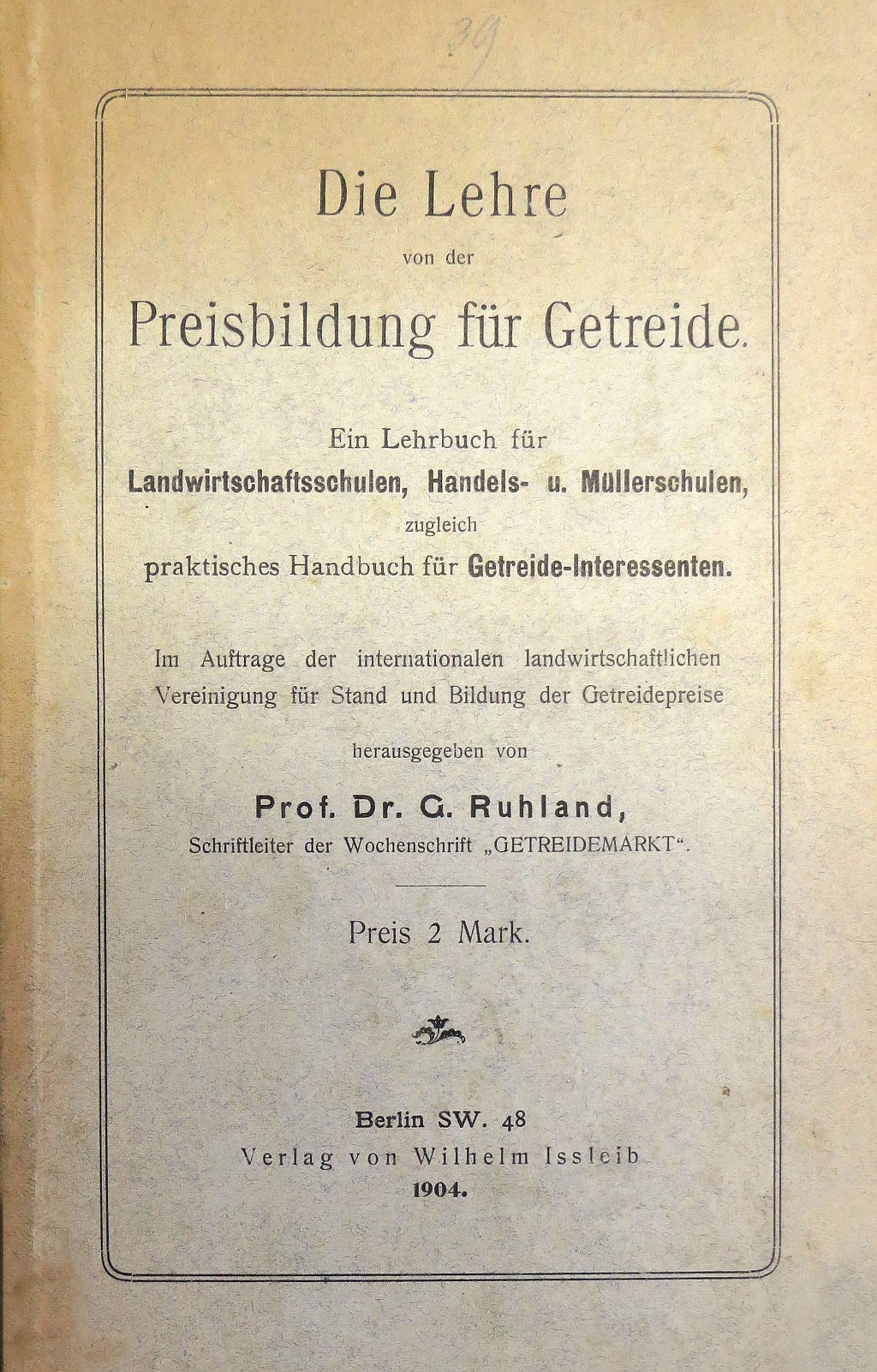

#### Der Getreidepreis (1899–1905)
Im Herbst 1899 konnte Ruhland unter Mithilfe des Bundes der Landwirte und der Regierung des Kantons Freiburg (Schweiz) sowie Frankreichs eine Getreidepreiswarte mit fünf Assistenten in Freiburg (Schweiz) einrichten. Aus der Arbeit der Getreidepreiswarte gingen 1900 die „Monatlichen Nachrichten aus dem internationalen Büro zur Regulierung der Getreidepreise“ hervor. Diese erschienen ab 1906 auch in Englisch und Französisch und wurden bis nach Russland, Nordamerika und Indien verteilt.
Vom 28. bis 30. Juni 1900 tagte im Zusammenhang mit dem Pariser internationalen Agrarkongress der „Internationale Kongreß über die Organisation der Landwirte zum Getreideverkauf“. Vor diesem Kongress fanden die Bemühungen Ruhlands zur besseren Regulierung der Getreidepreise volle Anerkennung, und auf Antrag von Gustav Roesicke, dem Vorsitzenden des Bundes der Landwirte, wurde die Gründung einer permanenten internationalen Kommission beschlossen, die aus Delegierten der landwirtschaftlichen Organisationen der verschiedenen Staaten gebildet werden sollte.
Im März 1901 traten in Paris die Delegierten von 29 landwirtschaftlichen Verbänden aus ganz Europa zusammen, um zu diesem Zweck ein internationales Komitee zu gründen. Ruhland wird Sekretär dieses Komitees für Deutschland. Diesem Provisorium folgte dann am 16. Juni 1902 die konstituierende Sitzung, bei der als endgültiger Name „Internationale landwirtschaftliche Vereinigung für Stand und Bildung der Getreidepreise“ gewählt wurde.
Im Auftrag dieser internationalen landwirtschaftlichen Vereinigung schrieb Ruhland 1903 das Buch: „Die Lehre von der Preisbildung für Getreide“. Dieses Buch ist auch in ungarischer, französischer, italienischer und russischer Übersetzung erschienen.
Zu Beginn des Jahres 1901 beendete Ruhland seine Vorlesungstätigkeit in Freiburg (Schweiz) und zog nach Berlin.

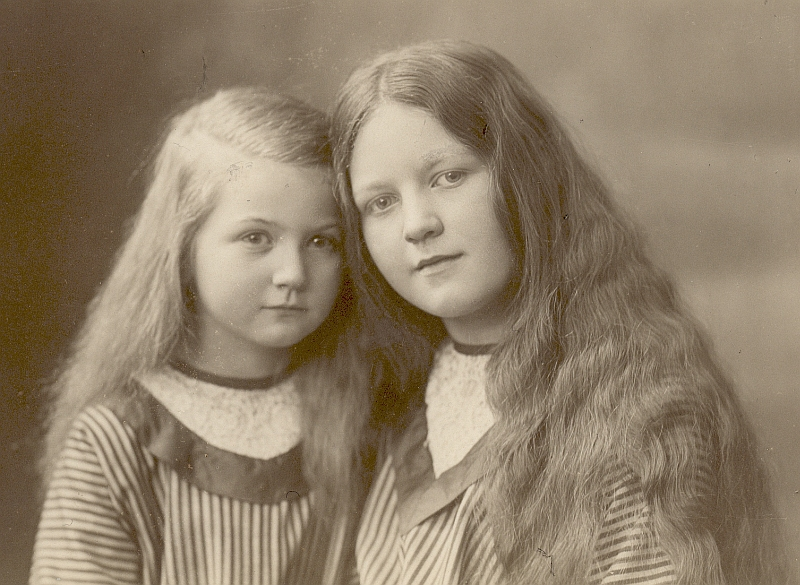
Gustav Ruhlands Töchter Gabriele und Maria im Jahr 1912

Am 18. Juli 1904 wurde in Wittenberg seine Tochter Gabriele († 1922) geboren.
Die aus der Tätigkeit der Getreidepreiswarte und bei der Internationalen Vereinigung entstandenen Vorschläge Ruhlands trugen im Januar 1905 wesentlich zur Gründung des Internationalen Agrarinstituts in Rom bei. Dieses sollte nach Vorstellung des Königs von Italien zur „Welt-Agrar-Kammer“ ausgestaltet werden.
1906/08 schloss Ruhland seine Arbeiten am „System der politischen Oekonomie“ ab.

#### Der Prozess Ruhland-Biermer (1902–1910)
Am 19. Dezember 1902 hatte der hessische Abgeordnete Köhler-Langsdorf den Antrag gestellt, an der Universität Gießen neben dem Lehrstuhl für Nationalökonomie, besetzt von Biermer, noch eine weitere Professur für Nationalökonomie einzurichten und diese mit Ruhland zu besetzen. Dieser Antrag und seine Begründung erboste Biermer derart, dass er eine Streitschrift veröffentlichte, in der er Ruhland sehr beleidigte. Dieser strengte einen Beleidigungsprozess an. Nach mehreren Verhandlungen kam der Prozess im November 1908 vor das Schöffengericht Berlin-Mitte. Biermer benannte als Sachverständige Lujo Brentano und Johannes Conrad, beide schärfste wissenschaftliche Gegner von Ruhland. Der Einspruch Ruhlands wurde vom Gericht verworfen, entsprechend war auch die Entscheidung des Gerichts: Biermer sei zwar der Beleidigung schuldig, bleibe aber straffrei, weil sich seine Beschuldigungen in der Hauptsache erwiesen hätten.
Ruhland legte Berufung ein, und am 10. und 11. Januar 1910 wurde der Prozess erneut verhandelt. Diesmal waren Zeugen und Sachverständige beider Seiten geladen. Nach der Beweisaufnahme machte der Vorsitzende Richter den Vorschlag, die Streitsache durch einen Vergleich zu beenden. In diesem Vergleich nahm Biermer alle in seiner Broschüre enthaltenen Vorwürfe, Beschuldigungen und formalen Beleidigungen des Privatklägers Ruhland mit dem Ausdrucke des Bedauerns zurück und übernahm auch die gesamten Kosten des Verfahrens.

### Der Mittelstandspolitiker (1901–1913)
Ruhland kam bereits im Zuge seiner Arbeit an der „Wirtschaftspolitik des Vaterunser“ zu der Überzeugung, dass die Bitte „Unser tägliches Brot gib uns heute“, in die Sprache der Nationalökonomie übersetzt nichts anderes bedeutet als „Die Wirtschaftspolitik des Vaterunser ist die Politik des breiten Mittelstandes“. So erkannte Ruhland bei den grundlegenden Arbeiten zum „System der politischen Ökonomie“, dass ein durchgreifendes Agrarprogramm für sich allein nicht bestehen könne, sondern dass es als „Reformprogramm für das ganze Volk“ zu Ende gedacht werden müsse.

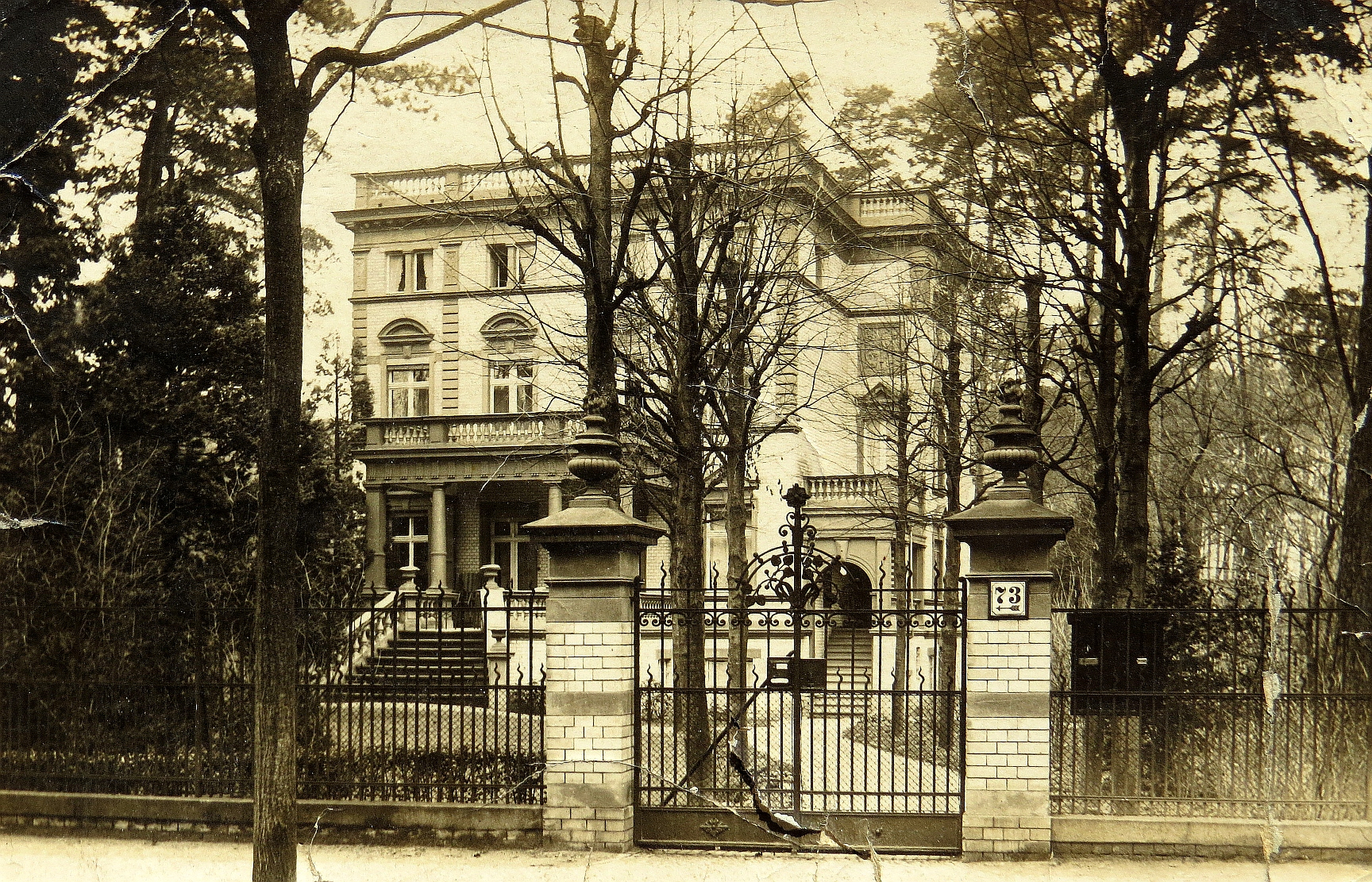
Seit 1906 wohnte die Familie Ruhland in Berlin-Steglitz, Fichtestraße
(heute Lepsiusstraße)

Dabei hebt sich Ruhlands Auffassung über den Mittelstand scharf ab vom üblichen Begriff des Mittelstandes als der „Gesamtheit derer, die über ein mittelhohes Einkommen verfügen“. Ruhlands mittelstandspolitische These lautet dagegen „Nur wenn sich Kapital und Arbeit in einer Person vereinigen, herrscht sozialer Friede“.
Während seiner Arbeit am „System der politischen Ökonomie“ studierte Ruhland auch intensiv die damalige Lage des deutschen Mühlengewerbes und schlug als Ergebnis seiner Untersuchungen für dieses Gewerbe eine genossenschaftliche Organisation in der Form eines Mühlensyndikats vor, das aber nicht ein Syndikat von Großkapitalisten, sondern ein Mittelstandsyndikat werden sollte. Dazu fordert er den Anschluss des Mühlensyndikats an die Einkaufsorganisation der Bäcker. Gleichzeitig ließ er sich auch vom Zentralverband des deutschen Bäckergewerbes Materialien zur Beurteilung der Lage des Bäckerhandwerks schicken und sah auch hier die einzige Möglichkeit in mittelstandspolitischen Maßnahmen.
Im Herbst 1903 war der „Internationale Verband zum Studium der Verhältnisse des Mittelstandes“ gegründet worden; die erste konstituierende Konferenz hatte im Frühling 1904 zu Brüssel stattgefunden. Dieser Verband, der nicht nur die bedeutendsten Mittelstandsorganisationen umfasste, sondern auch Vertreter der Wissenschaft aus allen Weltteilen zu seinen Mitgliedern zählte, trat mit dem ersten Internationalen Mittelstandskongress vom 16. bis 18. August 1905 in Lüttich vor die breite Öffentlichkeit. In demselben Jahr wandte sich Ruhland dem Studium der „Bestrebungen zur Errichtung eines deutschen Mühlensyndikats“ zu. Die mittelstandspolitisch gerichtete Syndikatsbildung schlug er vor, da er im Syndikat die Organisationsform der Zukunft sah. Etwa zur gleichen Zeit hielt er bei einem Bäckerverbandstag einen Vortrag über „Das Syndikat: die Innung der Zukunft“. Ruhland war der Auffassung: „Das Jahrhundert, dem wir entgegengehen, wird das Jahrhundert großer Organisationen sein“. Diese mittelständischen Syndikate der Erzeuger und Verarbeiter sollten den Syndikatsbildungen des Großkapitals gleichberechtigt gegenüberstehen können.
Die Hauptarbeit des Jahres 1906 war dem Studium der verschiedenen Mittelstandsgruppen und ihrer Organisationsformen gewidmet. Ruhland hatte selbst die verschiedenen Verbände aufgesucht und sich in die diese Berufsgruppen bewegenden Fragen eingearbeitet. Dabei handelte es sich vor allen Dingen um die Verkaufsorganisationen der Landwirte, der Müller und der Bäcker, also solcher Gewerbe, die der Brotversorgung des Volkes dienen.
Hatte Ruhland schon 1905 und 1906 in Artikeln die im Zusammenhang mit der in den unterschiedlichen Größengruppen der Mühlen stark diskutierten Mühlenumsatzsteuer anstehenden Fragen angeschnitten, so behandelte er in dem Aufsatz „Die Mühlenumsatzsteuer ohne oder mit Kontingentierung der Mühlen“ erstmals das Mühlenproblem in seiner ganzen volkswirtschaftlichen und finanzpolitischen Bedeutung.
Von dem „Ausschuss zur Vorbereitung von Verkaufsvereinigungen der deutschen Müller“ war er im September 1905 beauftragt worden, eine alle Gesichtspunkte zusammenfassende Denkschrift auszuarbeiten. Diese erschien Anfang 1907 unter dem Titel „Über die Organisation von Verkaufsvereinigungen der deutschen Müller“.
Im Juni 1908 hatte das Reichsamt des Innern eine Bank-Enquetekommission einberufen, um darüber zu beraten, wie man die Wiederkehr von Geld- und Kreditkrisen verhüten könne. Während die „Freihändler“ in den Krisen eine periodisch wiederkehrende Konjunkturerscheinung sahen, erkannte Ruhland auf Grund seiner Mittelstandsauffassung in den Krisenerscheinungen die Symptome einer schweren Erkrankung des Volkskörpers. Insbesondere hob er nunmehr hervor, dass nach jeder Krise die Vermögens- und Einkommensverteilung ungleicher werde und sich die sozialen Gegensätze verschärfen. Er nahm in seiner Schrift „Die Ergebnisse der Bank-Enquete nach agrarischer Auffassung“ und anderen Veröffentlichungen aus dieser Zeit Stellung dazu.
Die Weiterentwicklung seiner Ideen tritt in der großen Abhandlung „Der freihändlerische Individualismus und die organische Auffassung der Volkswirtschaft“ deutlich zutage.
Anlässlich der im September 1910 in Augsburg stattfindenden Hauptversammlung des „Internationalen Verbandes zum Studium der Verhältnisse des Mittelstandes“ legte er diesem sein Werk „Volkswirtschaftliche Grundbegriffe“ vor, in dem er das begriffliche Grundgefüge der Freihandelslehre, des wissenschaftlichen Sozialismus, des Kathedersozialismus und der organischen Mittelstandsauffassung einander gegenüberstellt. Im Vorwort zu dieser Arbeit, die er als Orientierungstafel konzipiert hatte, schrieb Ruhland, dass dieser „Versuch, neue, richtige Grundbegriffe der Volkswirtschaft aufzustellen, zunächst nur die Bedeutung einer rein hypothetischen Formulierung besitze…“ Diese Grundbegriffe sollten von einer eigens dafür zu bildenden Sektion des Internationalen Verbandes von Fall zu Fall geprüft werden.

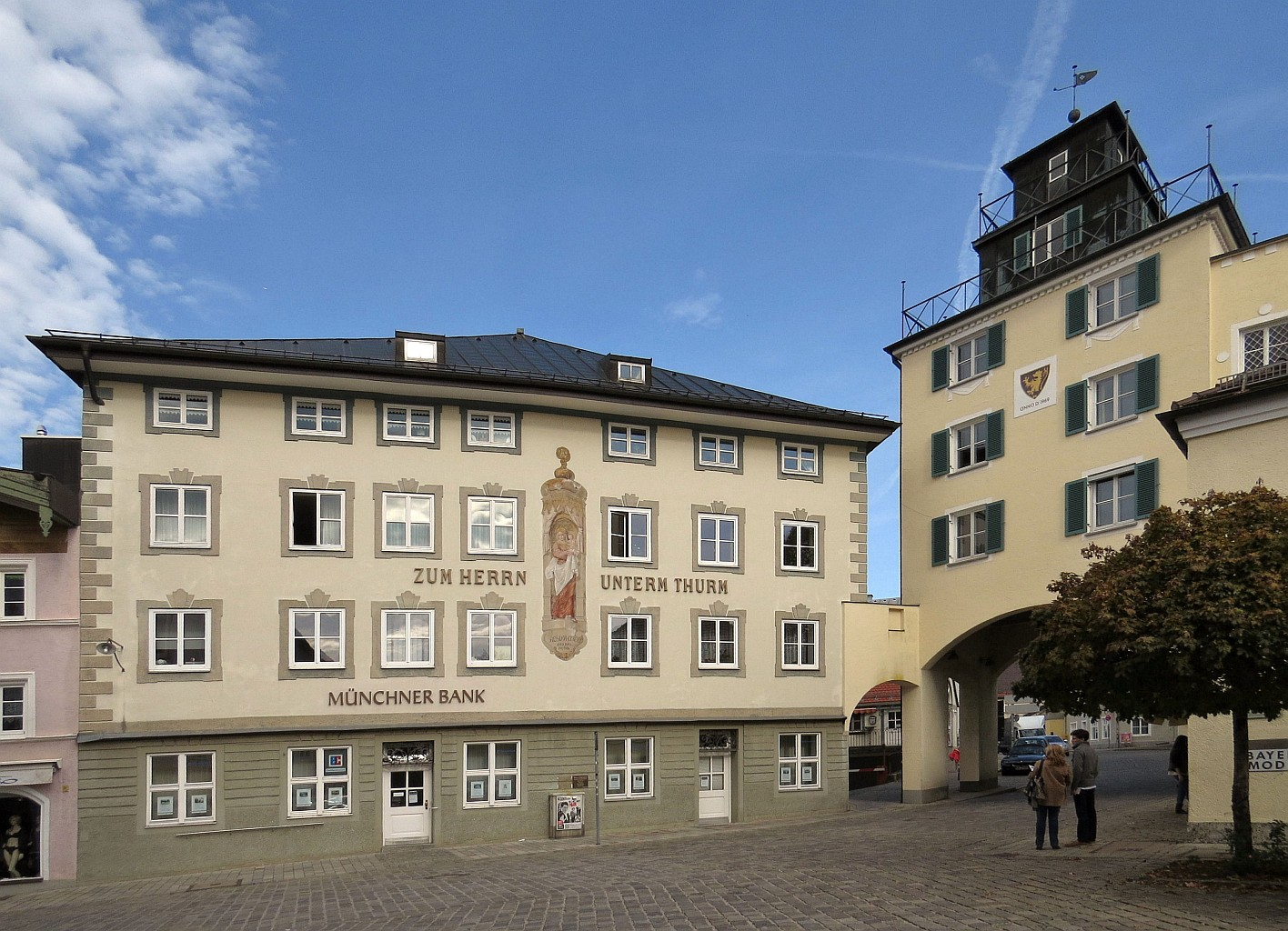
In diesem Haus in der Marktstraße von Bad Tölz lebte und starb Gustav Ruhland

### Ruhland im bayerischen Oberland (1898–1914)

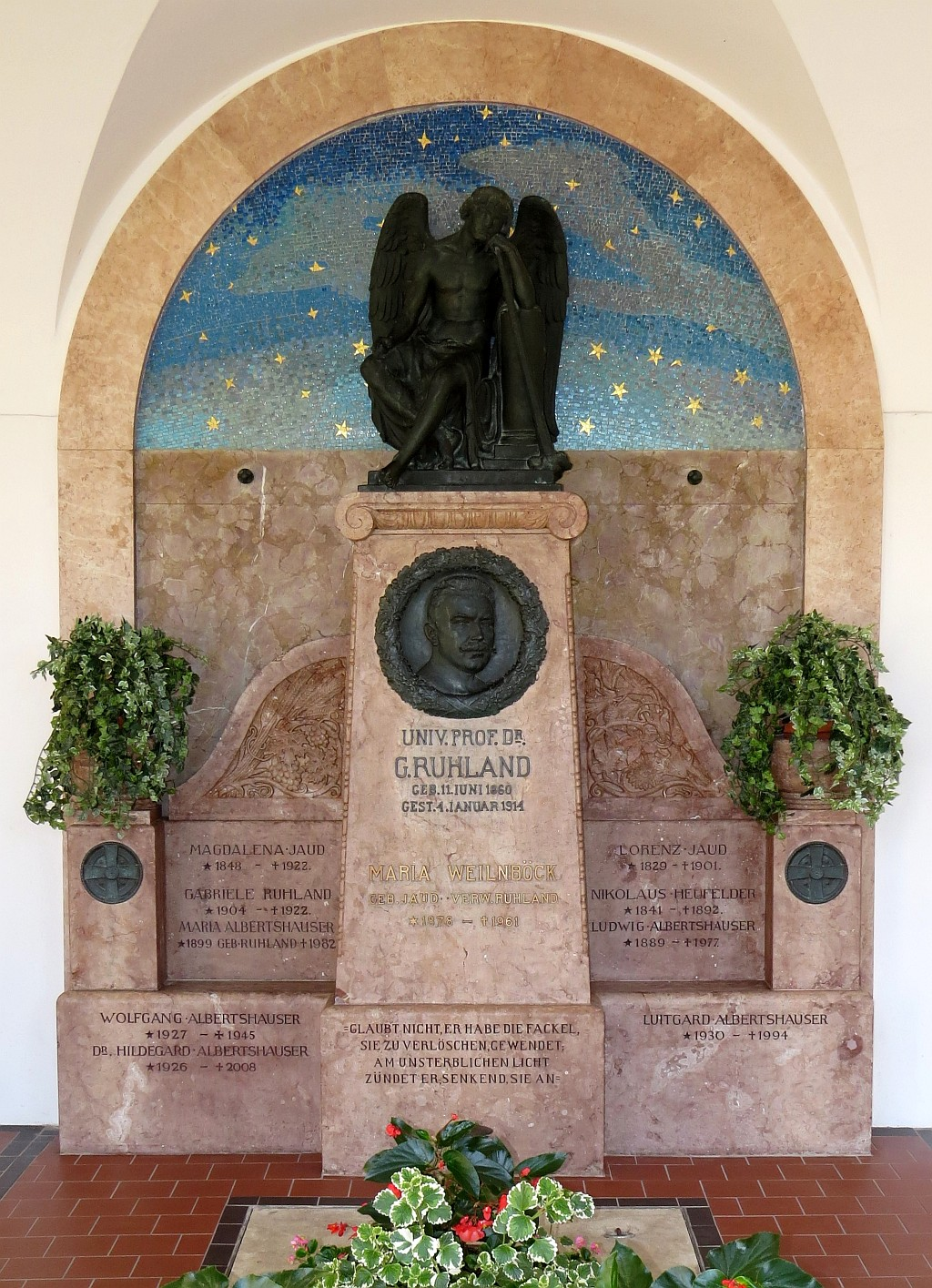
Grabstätte von Gustav Ruhland in Bad Tölz

Ruhland liebte die bayerischen Voralpen sehr und war während seiner regelmäßigen Aufenthalte in Bad Tölz viel in ihnen unterwegs. Seinen 50. Geburtstag feierte er z. B. während eines Kuraufenthaltes in Wildbad Kreuth. Auch die Jagd war ihm eine willkommene Ablenkung.
Von Bad Tölz aus ging er häufig in Begleitung seiner älteren Tochter Maria zu führenden Landwirten in der Umgebung und diskutierte ausführlich mit ihnen. Auf dem Heimweg konnte es dann oft geschehen, dass er der Tochter, die sich freute, nun ihrerseits mit dem Vater reden zu können, sagte: „Kind, sei bitte still, ich muss jetzt denken!“
Während der Fahrt in den Sommerurlaub 1913 von Berlin nach Tölz erlitt Ruhland am 19. Juni 1913 einen Schlaganfall, der ihn in der Folge lähmte und ihm die Sprache nahm. Bei einer Spazierfahrt im Rollstuhl kam man im Herbst an einem Musterungslokal in Tölz vorbei. Als Ruhland die davor stehenden jungen Männer sah, begann er, der nicht mehr sprechen konnte, bitterlich zu weinen.
Am 4. Januar 1914 starb Ruhland in Bad Tölz und wurde im neu geschaffenen Waldfriedhof beerdigt.
Die Grabstelle unter den Arkaden wurde nach dem Wunsch ausgesucht, dass man von dort den schönsten Blick auf seine geliebten Berge haben konnte. Das Grabdenkmal schuf der Künstler Negretti im Auftrag des Bundes der Landwirte.

### Verwendete Quellen
1. Mündliche Informationen durch Maria Albertshauser (1899–1982), Tochter von Gustav Ruhland.
2. Das System der politischen Ökonomie: Band 1, Allgemeine Volkswirtschaftslehre. Berlin 1903 (online; PDF; 3,8 MB), Kapitel „Aus der Entwicklungsgeschichte des Systems“
3. Das System der politischen Ökonomie: Band 3, Krankheitslehre des sozialen Volkskörpers. Puttkammer und Mühlbrecht, Berlin 1908 (online; PDF; 4,4 MB), „Schlusswort“
4. Bund der Landwirte: Ausgewählte Abhandlungen, Aufsätze und Vorträge von Prof. Dr. Gustav Ruhland, 1910 herausgegeben zu seinem 50. Geburtstag, Kairos-Verlag für aktuelle Wirtschaftspolitik, Berlin, S.ix (online; PDF; 10,5 MB)
5. Josef Beck: Gustav Ruhland, Zwanzig Jahre nach seinem Tod, Freiburg/Schweiz, Druck und Verlag des Werkes vom hl. Paulus, Jan. 1934 (online; PDF; 489 KB)
6. Alois Hausner: Prof. Dr. Gustav Ruhland, seine Umwelt, Familie und Jugend, 1935, Verlagsgesellschaft für Ackerbau m. b. H. Berlin SW 11
7. Friedrich Bülow: Gustav Ruhland, Ein deutscher Bauerndenker im Kampf gegen Wirtschaftsliberalismus und Marxismus. Verlagsbuchhandlung Paul Parey, Berlin 1936. Anmerkung: F. Bülows Arbeit ist vor dem Hintergrund der damals herrschenden NS-Ideologie zu sehen, eine etwas einseitige Beurteilung im Sinne der NSDAP ist feststellbar. Die Arbeit gibt dennoch wertvolle Auskunft über Arbeit und Leben G. Ruhlands, wurde aber mit entsprechender Vorsicht verwendet.
8. Stadtarchiv der Stadt Bad Tölz

## Publikationen

### Hauptwerke
- Die Wirtschaftspolitik des Vaterunser. Ernst Hoffmann & Co., Berlin 1895. (online; PDF; 325 kB)
- Die Lehre von der Preisbildung für Getreide. Berlin 1904 (online; PDF; 2,5 MB)
- Das System der politischen Ökonomie: Band 1, Allgemeine Volkswirtschaftslehre. Verlag Wilhelm Isleib, Berlin 1903 (online; PDF; 3,8 MB)
- Das System der politischen Ökonomie: Band 2, Entwicklungsgeschichte der Völker. Puttkammer und Mühlbrecht, Berlin 1906 (online; PDF; 1,5 MB)
- Das System der politischen Ökonomie: Band 3, Krankheitslehre des sozialen Volkskörpers. Puttkammer und Mühlbrecht, Berlin 1908 (online; PDF; 4,4 MB)
- Volkswirtschaftliche Grundbegriffe. Kairos, Berlin 1910 (Faksimile online; PDF; 87,4 MB, E-Book online; PDF; 524 KB)
- Ausgewählte Abhandlungen, Aufsätze und Vorträge von Prof. Dr. Gustav Ruhland, 1910 herausgegeben zu seinem 50. Geburtstag vom Bund der Landwirte, Kairos-Verlag für aktuelle Wirtschaftspolitik, Berlin (online; PDF; 10,5 MB)

### Umfassendes Werkverzeichnis (Stand 1910)

#### Selbständige Schriften
1. Agrarpolitische Versuche vom Standpunkt der Sozialpolitik, 1883.
2. Die Staatsratsbeschlüsse, 1883 (in Ausgewählte Abhandlungen… S. 144 (online); PDF; 10,5 MB).
3. Das natürliche Wertverhältnis des landwirtschaftlichen Grundbesitzes in seiner agrarischen und sozialen Bedeutung, 1885.
4. Die Lösung der landwirtschaftlichen Kreditfrage im System der agrarischen Reform, 1886.
5. Handel und Verkehr mit landwirtschaftlichen Produkten in Bayern in den letzten 100 Jahren, (ein Teil der offiziellen Denkschrift Die Landwirtschaft in Bayern), 1890.
6. Über die Grundprinzipien aktueller Agrarpolitik, 1893 (online)
7. Leitfaden zur Einführung in das Studium der Agrarpolitik, 1894 (online; PDF; 1,5 MB).
8. Agrarpolitische Leistungen des Herrn Professor Lujo Brentano, 1894.
9. Die internationale Notlage der Landwirtschaft, 1895.
10. Die Wirtschaftspolitik des Vaterunser, 1895.
11. Grundsätze einer vernunftgemäßen Getreidepolitik, 1896 (in Ausgewählte Abhandlungen… S. 1 (online); PDF; 10,5 MB).
12. Zur Kritik des Entwurfs eines Bürgerlichen Gesetzbuches, 1896.
13. Zur Aufhebung der Blankotermingeschäfte in Getreide, 1896.
14. Zur Ausführung des § 50 Abs. 3 des neuen Börsengesetzes, 1896.
15. Ueber den Einfluß des Großkapitals auf die Gestaltung der Getreidepreise, 1897.
16. Getreidepolitik der Päpste, 1898.
17. Möglichst billiger Kredit, rationelle Verschuldungsbeschränkung und richtige Wertschätzung des landwirtschaftlichen Grundbesitzes, 1899.
18. Projekt einer Organisation der deutschen Landwirte für den Getreideverkauf, 1900 (in Ausgewählte Abhandlungen… S. 45 (online); PDF; 10,5 MB).
19. Bestrebungen auf dem Wege zu einem Weizenverkaufssyndikat der Landwirte, 1900 (in Ausgewählte Abhandlungen… S. 28 (online); PDF; 10,5 MB).
20. Die internationale landwirtschaftliche Konkurrenz – ein kapitalistisches Problem, 1900.
21. Monatliche Nachrichten zur Regulierung der Getreidepreise, Jahrgang 1900 und 1901.
22. Gegengutachten zu Prof, Dr, Conrads Stellung der landwirtschaftlichen Zölle in den 1903 zu schließenden Handelsverträgen, 1901.
23. Wochenschrift „Getreidemarkt“, neue Folge der monatlichen Nachrichten zur Regulierung der Getreidepreise, Jahrgang 1902, 1903, 1904.
24. Die Lehre von der Preisbildung für Getreide, 1904.
25. Das Entwicklungsprogramm der Preisbildung für Getreide, 1906.
26. Landwirtschaftliche Marktzeitung, neue Folge der Wochenschrift „Getreidemarkt“, Jahrgang 1905, 1906, 1907, 1908.
27. Das Syndikat – die Innung der Zukunft, ca. 1900 (in Ausgewählte Abhandlungen… S. 49 (online); PDF; 10,5 MB).
28. Ueber die Organisation von Verkaufsvereinigungen der deutschen Müller, Denkschrift des Ausschusses zur Vorbereitung von Verkaufsvereinigungen der deutschen Müller, 1907.
29. Kolonialpolitik und Bauernpolitik in den letzten 2½ Jahrtausenden, 1907 (in Ausgewählte Abhandlungen… S. 195 (online); PDF; 10,5 MB).
30. System der politischen Oekonomie, Band 1–3, 1903, 1906, 1908.
31. Volkswirtschaftliche Grundbegriffe. Eine Orientierungstafel über Freihandel – Sozialismus – Kathedersozialismus und organische Mittelstandsauffassung, 1910.
32. Aufstieg und Niedergang der Völker nach volksorganischer Geschichtsauffassung, 1911.

#### Abhandlungen in Zeitschriften
1. Ueber die gesellschaftliche Organisation des landwirtschaftlichen Kredits, 1883.
2. Ueber den Begriff der landwirtschaftlichen Brennerei, 1883 (in Ausgewählte Abhandlungen… S. 174 (online); PDF; 10,5 MB).
3. Agrarpolitische Vorschläge auf Grund unserer geschichtlichen Rechtsbildung, 1883.
4. Vorschläge zur Regulierung der Grundschulden, 1883.
5. Ueber den Begriff „landwirtschaftliches Gewerbe“ in der Steuergesetzgebung, 1883.
6. Kritik der heutigen agrarpolitischen Vorschläge, 1883.
7. Aus den bäuerlichen Verhältnissen einer typischen Spessartgemeinde. 1884.
8. Zur Frage der Getreidezölle, 1884.
9. Von dem Einfluß der ökonomischen Kapitalsarten auf den Erfolg des landwirtschaftlichen Betriebes, 1885.
10. Von der Ermittelung der ökonomischen Größe des Betriebserfolges in den landwirtschaftlichen Unternehmen, 1885.
11. Ueber Faktoren der Preiserhöhung landwirtschaftlicher Produkte, 1885.
12. Volkswirtschaftliche Blüten aus der Schutzzolldebatte, 1885.
13. Ueber die Beschränkung der unbeschränkten Solidarhaft, 1885.
14. Tatsachen und Aussichten der ostindischen Konkurrenz, 1886.
15. Der Gedanke korporativer Kreditorganisation und seine Kritiker, 1886.
16. Die Agitation zur Verstaatlichung von Grund und Boden in Deutschland, 1886.
17. Einfluß der Reichsgesetzgebung auf die Entwickelung der bayerischen Landwirtschaft, 1887.
18. Das Mitwirkungsrecht der Einzellandtage bei der Instruktion der Bundesratsbevollmächtigten, 1888.
19. Die Verschuldungsstatistik des landwirtschaftlichen Grundbesitzes in Nordamerika, 1890.
20. Wirkung und Bedeutung der Getreidezölle, 1890.
21. Ursachen des Preisrückganges für Zucker, Fleisch, Käse und Wolle, 1890.
22. Geschichte de Schafzucht in Australien, 1890.
23. Vieh- und Fleischausfuhr aus Nordamerika, 1890.
24. Das Interstate Commerce Law in Nordamerika, 1890.
25. Reisebriefe aus Indien und Australien, 1890.
26. Der achtstündige Arbeitstag in England, 1891.
27. Der achtstündige Arbeitstag und die Arbeiterschutzgesetzgebung der australischen Kolonisten, 1891.
28. Die Zukunft des Goldes und die Sueß´sche Theorie, 1891. (Faksimile online; PDF; 11,5 MB)
29. Die australisch-nordamerikanische Landesgesetzgebung, 1892.
30. Aus der Praxis eines landwirtschaftlichen Großbetriebes, 1893.
31. Die initiative Ernährung in der Aufzucht des Jungviehes, 1893.
32. Grundlinien des Verfassungs- und Verwaltungsrechtes im angloindischen Kaiserreich, 1893.
33. Das allerneueste Agrarprogramm, 1894 (in Ausgewählte Abhandlungen… S. 137 (online); PDF; 10,5 MB).
34. Das nahende Ende der auswärtigen Getreidekonkurrenz, 1894.
35. Die Agrarfrage als soziale Frage, 1894.
36. Lösung der Währungsfrage, 1894.
37. Der „hochberühmte“ Professor Lujo Brentano, 1895 (in Ausgewählte Abhandlungen… S. 129 (online); PDF; 10,5 MB).
38. Professor Schmoller und sein Agrarprogramm, 1895 (in Ausgewählte Abhandlungen… S. 133 (online); PDF; 10,5 MB).
39. Zur Agrarfrage. Replik zu den Entgegnungen Geffkens, 1895.
40. Die Agrarfrage und das internationale Großkapital, 1895.
41. Zur russischen Getreidekonkurrenz, 1896.
42. Das verpfändete Ungarn, 1896.
43. Das allerneueste Agrarprogramm von Prof. Sering, 1896.
44. Landwirtschaft und Sozialismus in England, 1896.
45. Brentanos Agrarpolitik, 1898 (in Ausgewählte Abhandlungen… S. 122 (online); PDF; 10,5 MB).
46. Programm für die internationale Getreidepreiswarte, 1900 (in Ausgewählte Abhandlungen… S. 12 (online); PDF; 10,5 MB).
47. Warum und wie der Landwirt sich eine Meinung über den Getreidemarkt sichern soll? 1900 (in Ausgewählte Abhandlungen… S. 55 (online); PDF; 10,5 MB).
48. Die Überproduktionstheorie im Lichte der Vorratsstatistik, 1901 (in Ausgewählte Abhandlungen… S. 21 (online); PDF; 10,5 MB).
49. Ist es gerechtfertigt, angesichts der bevorstehenden Zollerhöhung die städtische Bevölkerung gegen das Land zu verhetzen? 1901 (in Ausgewählte Abhandlungen… S. 78 (online); PDF; 10,5 MB).
50. Der Weissbrotkorb der Welt, 1902 (in Ausgewählte Abhandlungen… S. 27 (online); PDF; 10,5 MB).
51. Die Überproduktionstheorie und der Getreidepreis Anno 1894 und heute, 1904 (in Ausgewählte Abhandlungen… S. 25 (online); PDF; 10,5 MB).
52. Darf eine Organisation der landwirtschaftlichen Marktnachrichten die Beurteilung der Preisbewegung ausschalten? 1904 (in Ausgewählte Abhandlungen… S. 66 (online); PDF; 10,5 MB).
53. Kann die kommende Preisbewegung für Getreide zutreffend vorhergesagt werden? 1904 (in Ausgewählte Abhandlungen… S. 73 (online); PDF; 10,5 MB).
54. Unsere Vorhersagung des nordamerikanischen Weizenkonsums und Weizenexports im März a.c. 1904 (in Ausgewählte Abhandlungen… S. 76 (online); PDF; 10,5 MB).
55. Ein Dokument zur Entstehung der „Preußenkasse“, 1904 (in Ausgewählte Abhandlungen… S. 107 (online); PDF; 10,5 MB).
56. Die Mühlenumsatzsteuer ohne oder mit Kontingentierung der Mühlen, 1906 (in Ausgewählte Abhandlungen… S. 93 (online); PDF; 10,5 MB).
57. Die internationalen Kapitalverschiebungen als eine Ursache der periodischen landwirtschaftlichen Krisen, 1908/09 (in Ausgewählte Abhandlungen… S. 17 (online); PDF; 10,5 MB).
58. Entwurf einer allgemeinen Wertzuwachs-Steuer, 1908 (in Ausgewählte Abhandlungen… S. 169 (online); PDF; 10,5 MB).
59. Das Problem der Verhütung unserer Wirtschaftskrisen und die Interessen unserer Großbanken, 1909 (in Ausgewählte Abhandlungen… S. 90 (online); PDF; 10,5 MB).
60. Die Ergebnisse der Bank-Enquete nach agrarischer Auffassung, 1909 (in Ausgewählte Abhandlungen… S. 112 (online); PDF; 10,5 MB).
61. Zur Kritik unserer bisherigen sozialen Gesetzgebung, 1909 (in Ausgewählte Abhandlungen… S. 98 (online); PDF; 10,5 MB).
62. Die plutokratische Entwickelung in Preußen-Deutschland, 1909 (in Ausgewählte Abhandlungen… S. 165 (online); PDF; 10,5 MB).
63. Der freihändlerische Individualismus und die organische Auffassung der Volkswirtschaft, 1909 (in Ausgewählte Abhandlungen… S. 181 (online); PDF; 10,5 MB).
64. Angebot, Nachfrage und Preis, 1910 (in Ausgewählte Abhandlungen… S. 215 (online); PDF; 10,5 MB).

## Auswirkungen

### Vor dem Ersten Weltkrieg – 1895 bis 1914
Als Ruhland im Herbst 1894 als „wissenschaftlicher Berater“ in die Getreidehandelskommission des Bundes
der Landwirte berufen wurde, vertrat er folgende Thesen:
1. Eine Überproduktion in Getreide gibt es nicht.
2. Die Notlage der Landwirte ist eine internationale, Grenzzölle sind deshalb kaum geeignet, die Ursache des herrschenden Übels zu beseitigen.
3. Die Getreidepreise sind deshalb so ruinös, weil die Bildung der Preise in der Hand des internationalen Kapitalismus ruht.
4. Die Landwirte sollten darnach trachten, die Preisbildung ihrer Produkte selbst in die Hand zu nehmen.
5. Es wäre von größter allgemeiner Bedeutung, dass sich die Landwirte international über diese Sätze verständigen und aussprechen könnten.
6. Als nächstes praktisches Ziel wäre die Abschaffung des Börsenterminspiels in Getreide ins Auge zu fassen.

Im Sommer 1896 beschloss der deutsche Reichstag das gesetzliche Verbot des Börsenterminspiels in Getreide.
Nach Vorarbeiten mit der Kreditkommission des Bundes der Landwirte konnte Ruhland mit Zustimmung von dessen Vorstand am 1. Februar 1895 dem preußischen Finanzminister von Miquel einen Plan über die mögliche Verbilligung des landwirtschaftlichen Personalkredits überreichen, worauf bereits am 1. Oktober 1895 die „Preußenkasse“ (Preußische Zentralgenossenschaftskasse) ihre Tätigkeit begann. Im Jahre 2001 ging diese nach vielen Namensänderungen und Fusionen in der heutigen DZ Bank AG Deutsche Zentral-Genossenschaftsbank in Frankfurt am Main auf.

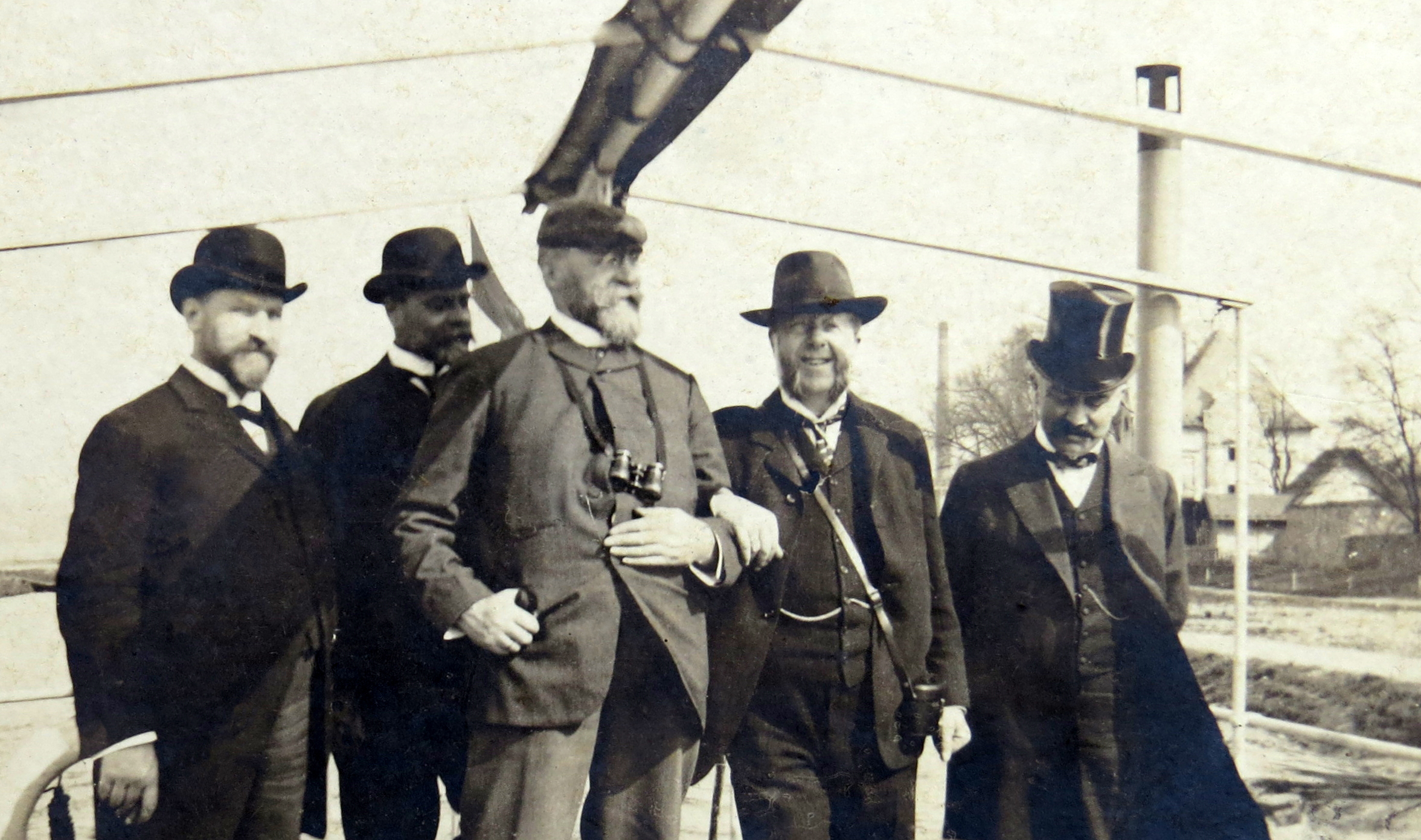
Von links: Gustav Roesicke, NN., Fürst Hohenlohe und Frh. v. Lobkowitz mit Ruhland auf einer Donauschifffahrt bei Wien (ca. 1895/1896)

Im Sommer 1895 erhielt Ruhland vom Bundesvorstand den Auftrag und die Vollmacht, mit den landwirtschaftlichen Organisationen erst in Österreich und Ungarn, dann mit anderen Ländern über den Inhalt seiner 6 Thesen zu verhandeln. Das Ergebnis war die Vorbereitung des „Internationalen Mélin´schen Agrarkongresses“ vom September 1896 in Budapest, auf welchem die Thesen begeisterte Zustimmung fanden. Für die gleichzeitig angestrebte Gründung eines „Internationalen landwirtschaftlichen Organes“ war es damals noch zu früh. Mit seiner Berufung nach Freiburg in der Schweiz (1898) ergriff Ruhland die Gelegenheit, die Bildung einer internationalen Vereinigung der Agrarier von neutralem Boden aus zu versuchen.
Im Juni 1900 konnte in Paris die Gründung der „Internationalen landwirtschaftlichen Vereinigung für Stand und Bildung der Getreidepreise“ in die Wege geleitet werden. Mit der im Herbst 1899 in Freiburg/Schweiz eingerichteten Getreidepreiswarte war eine jahrelange tägliche Beobachtung der wichtigsten Weltmärkte der Erde möglich. Aus dem so gesammelten Beobachtungsmaterial hatte Ruhland bereits Vorschläge einer Welt-Getreidestatistik erstellt, als im Herbst 1904 der Nordamerikaner David Lubin auf seiner Reise nach Italien durch Paris kam. Dort erfuhr er von den internationalen landwirtschaftlichen Bestrebungen Ruhlands. Die Vorschläge Ruhlands gesellten sich zu der Initiative Lubins mit dem Ziel einer besseren internationalen Organisation der Landwirtschaft. Am 24. Januar 1905 richtete der König von Italien seine „Initiative über Anregungen des David Lubin“ an den italienischen Ministerpräsidenten, um die Gründung der Welt-Agrarkammer in Rom in die Wege zu leiten. Die offizielle Denkschrift, welche am 18. Mai 1905 von der Leitung des zur Gründung eines staatlichen Institutes einberufenen Kongresses veröffentlicht wurde, hat diese wesentliche Mitarbeit Ruhlands in vollem Umfang ausdrücklich anerkannt. Das auf diesem Kongress gegründete staatliche Institut erhielt die Bezeichnung „Internationales Landwirtschaftsinstitut“. Noch im Gründungsjahr befasste sich Gustavo Del Vecchio in seiner Schrift „Die Internationale Landwirtschaftliche Vereinigung und Prof. Ruhlands Vorschläge“ mit deren Verwirklichung (siehe Literaturverzeichnis).
Die Getreidepreiswarte in Freiburg/Schweiz – eine echte Marktbeobachtungs- und Forschungsstelle – fand 1911 mit der Gründung der Marktbeobachtungs- und Preisberichtsstelle des Deutschen Landwirtschaftsrates eine erste Nachfolge in Deutschland.
Sigmund von Frauendorfer schreibt, dass in der Ära Bülow die sehr hoch geschraubten Wünsche des Bundes der Landwirte zwar nicht restlos erfüllt wurden, im Großen und Ganzen hätten die Agrarier doch wesentliche Vorteile errungen. Letzten Endes wirkte sich der Bülow’sche Tarif, der in erster Linie dem hartnäckigen Drängen des Bundes der Landwirte zu verdanken ist, für die Gesamtheit der Landwirte günstig aus. Jedenfalls erlebte die deutsche Landwirtschaft in dem Jahrzehnt vor dem Ausbruch des Ersten Weltkrieges einen bis dahin ungekannten Auftrieb. Wie bereits oben gezeigt, hatte Ruhland für alle seine Anregungen auch Vorschläge zu deren Verwirklichung erarbeitet. Das bestätigte auch J. Frost, der feststellte, dass Ruhland an allen wichtigen agrarischen Maßnahmen und Gesetzen der Jahre nach 1895 durch Klärung der Sachlage und Vorlage praktischer Reformvorschläge einen verdienstvollen Anteil hatte.
Der Charakter des Ruhland’schen Gesamtwerks als eines „unvollendeten“ und noch nicht ausgewerteten, führte sehr schnell nach seinem Tode, 1915, zur Gründung einer „Ruhland-Gesellschaft“, die sich die Auswertung seines Werks und Nachlasses zur Aufgabe machte. Die Ruhland-Gesellschaft trug seine Gedanken weiter, bis die Wirtschaftskrise der 30er Jahre den Boden für neue Lösungen alter Fragen locker gemacht hatte.

### Nach dem Ersten Weltkrieg – 1918 bis 1945
Seit der Abschaffung der englischen Kornzölle im Jahre 1846 hatte das agrarische Beispiel Englands in den Debatten um Freihandel oder Schutzzoll in der deutschen Öffentlichkeit eine große Rolle gespielt. Die englische Agrarpolitik war daraufhin ein Menschenalter lang das Paradepferd der deutschen Freihändler gewesen. Doch sogar ein enthusiastischer Bewunderer des englischen Freihandels, Lujo Brentano, und entschiedener Gegner Ruhlands, war 1925 genötigt, zuzugestehen, dass die geschilderte Blüte der englischen Landwirtschaft ihren Höhepunkt im Jahre 1874 erreicht hatte und dass ihr „von da ab Schwierigkeiten erwuchsen“ – von denen aber in seiner Agrarpolitik für das folgende halbe Jahrhundert nicht mehr die Rede ist.
Im Jahre 1930, kurz vor der Machtübernahme durch die Nationalsozialisten, wurde Walther Darré, der eigentliche Verfasser des Agrarprogrammes der NSDAP, auf das Werk von Gustav Ruhland und im Besonderen auf sein „System der politischen Ökonomie“ aufmerksam gemacht. Dieser Hinweis kam von einem Sohn jenes Freiherrn von Wangenheim, der als Führer im Bund der Landwirte zur Zeit Ruhlands eine große Rolle gespielt hatte.
Die große Bedeutung Ruhlands für die nationalsozialistische Agrarpolitik bestand vor allem in den praktischen Vorschlägen, die Ruhland am Ende des III. Bandes seines „System der politischen Ökonomie“ im Kapitel über „Die Therapie des Kapitalismus“ im Unterabschnitt „Von den landwirtschaftlichen Verhältnissen“ gemacht hatte.
Zusammenfassend kann festgestellt werden, dass die Gedanken Ruhlands, wenn sie erst einmal grundsätzlich akzeptiert waren, gleichmäßig zur Verwirklichung auf drei Gebieten drängten: erstens auf dem Gebiet des Verkehrs mit Grund und Boden, d. h. der Agrarverfassung im engeren Sinne; zweitens auf dem Gebiet der Organisation der Landwirtschaft in Syndikaten und drittens auf dem Gebiet der Ordnung der Warenmärkte, wobei das vorletzte und letzte Gebiet eng miteinander verbunden sind. Da die Vorschläge Ruhlands nur grob skizziert waren, benötigte Darré kundige Fachleute zur Umsetzung der Ruhlandschen Gedanken.
Walther Darré, am 29. Juni 1933 zum Reichsminister für Ernährung und Landwirtschaft ernannt, erließ nun, angeregt durch die Vorschläge Ruhlands, folgende Gesetze:

#### Reichsnährstandsgesetz vom 13. September 1933
In der Zeit zwischen 1928 und 1933 gab es zwei Strömungen in der Agrarpolitik: erstens eine berufsständische, die zur Bildung eines „klassischen“ Standes der Landwirte, einer Reichsbauernschaft hätte führen können; zweitens eine agrarwirtschaftliche, die zu einem entweder engeren Zusammenschluss der Erzeuger nach Sparten im Sinne Stedings, nach Syndikaten im Sinne Ruhlands oder erweitert im Sinne der italienischen Korporationen führen musste.
Darré verband beide miteinander und errichtete mit seinem Reichsnährstandsgesetz eine ständische Organisation, die eine „Reichsbauernschaft“ umfasste, wie auch eine Organisation der Ernährungswirtschaft, dem im ganzen Reichsgebiet einheitlich durchorganisierten Reichsnährstand.

#### Das landwirtschaftliche Marktwesen
Das nächste Gebiet, auf dem die Gedanken Ruhlands zur Auswirkung kommen sollten, war das landwirtschaftliche Marktwesen. Das erste Marktordnungsgesetz im Sinne der Gedanken Ruhlands und der Vorarbeiten von Reischel war das Gesetz zur Sicherung der Getreidepreise vom 26. September 1933.

#### Reichserbhofgesetz vom 29. September 1933
Als wissenschaftlicher Berater des Bundes der Landwirte hatte Ruhland die „Degradierung des Bodens zur Ware“ mit allen Mitteln bekämpft und eine Aufhebung der unbeschränkten Veräußerungsfreiheit gefordert; mit seinem Vorschlag wollte er die Spekulation im Grundstücksverkehr ausschalten.
Bei der Abfassung des Reichserbhofgesetzes berücksichtigte Darré, der ein Anhänger der „nordischen Rasse“ war, die Gedanken Ruhlands nicht. Unter Beachtung der Erbregelungen in Norddeutschland setzte er hier im Wesentlichen das nationalsozialistische Agrarprogramm um. Dabei erfolgte auch ein Rückgriff auf den Sippenbegriff, den die nationalsozialistische Agrarpublizistik in den Jahren vor und nach 1933 wieder lebendig machen wollte, sowie auf das mittelalterliche skandinavische Odalsrecht der norwegischen Bauern, für das Darré wohl eine besondere Vorliebe hatte.
Das Reichserbhofgesetz wollte „unter Sicherung alter deutscher Erbsitte das Bauerntum als Blutquelle des deutschen Volkes erhalten.“
Wer bei diesem Gesetz darauf hinweist, dass Darré es auf Anregung von Ruhland erlassen hätte, sollte der Objektivität halber auch erwähnen, dass der Inhalt des Gesetzes völlig von den Vorstellungen Ruhlands abwich.
Hitler hatte mit einem Scheitern sowohl der Marktordnung wie der Erzeugungsschlacht gerechnet, um daraus die Legitimation für die Eroberung im Osten abzuleiten. Das Funktionieren der deutschen Ernährungswirtschaft bis zum Ausbruch des Zweiten Weltkrieges bedeutete für Hitler insofern eine Enttäuschung, als es ihn eines Grundes für die Erweiterung des deutschen Herrschaftsraumes im Osten beraubte.

#### Bewertung der Person Ruhlands
Bei einer Persönlichkeit, die in der Zeit des Nationalsozialismus so intensiv zitiert wurde, möge es erlaubt sein, die Einstellung dieser Person zu beleuchten, um darzulegen, inwieweit die Person an sich mit dem Nationalsozialismus zu verbinden ist:
Sigmund von Frauendorfer zitiert dazu Friedrich Bülow, den Biographen Ruhlands, mit den Worten: „Ruhland war Sozialist, aber er war es in einem Sinne, der sich in keiner Weise mit dem Marxismus deckt, ging er doch nicht wie Karl Marx vom Industriearbeiter, sondern vom Bauern aus, war sodann sein Ziel nicht klassenegoistisch, sondern gemeinschaftspolitisch bestimmt.“ Studiert man die Arbeit Ruhlands über die „Wirtschaftspolitik des Vater Unser“ näher, so fällt es sicher auf, dass die gemeinschaftspolitische Auffassung Ruhlands aus dem ernsthaften Bestreben resultierte, das „Unser“ im „Herrengebet“ in der Politik umzusetzen und man erkennt, dass Ruhland überzeugter Christ war.
Sowohl aus den Erfahrungen seiner dreijährigen Weltreise als auch von seinen Bestrebungen, die Bauern international von seinen Gedanken zu überzeugen, dürfte die „Germanisierung“ der Nationalsozialisten sicher nicht Ruhlands Zustimmung erhalten haben.
Dazu noch eine Bemerkung seiner älteren Tochter, kurz vor deren eigenem Tod, zu ihrem jüngsten Sohn: „Großvater hatte eigentlich Glück, dass er so früh sterben musste. Zwar wurden im Dritten Reich seine Gedanken aufgegriffen und man hielt Ruhlandfeiern ab, – aber – hätte er noch gelebt, wäre er mit Sicherheit im KZ gelandet, denn er konnte den Mund nicht halten.“ Dass Ruhland mit seiner Leidenschaft, erkannte Missstände mit spitzer Feder zu bekämpfen, in dieser Zeit hochgradig „gefährdet“ gewesen wäre, ist anzunehmen.

#### Die Ruhland-Gesellschaft
In einem Vermerk vom 4. April 1959 schreibt Josef Felkl, dass er (Felkl) der letzte Vorsitzende der 1915 gegründeten Ruhland-Gesellschaft gewesen sei. Felkl war jahrelang ein enger Mitarbeiter von Gustav Ruhland gewesen.
Weiter berichtet Felkl: „Die Ruhland-Gesellschaft selbst hat Darré aufgelöst, um sich selbst an die Spitze zu stellen für die von ihm gegründete Ruhland-Studiengesellschaft und Ruhlands Ideen für sich selbst auszuschlachten… Der Bund der Landwirte verfügte damals über das einzige und beste Zeitungsarchiv… Das wertvolle Material war 1945, mit Ruhlands vorhandenen Werken in der Dessauer Straße 20 im Bundeshaus aufbewahrt, noch vorhanden und erst später von den Russen geplündert worden.“

### Nach dem Zweiten Weltkrieg – nach 1945
Am 16. Oktober 1945 unterzeichneten die ersten 42 Mitgliedsstaaten die Gründungsurkunde der Welternährungsorganisation (FAO) in Quebec (Kanada). Als Vorgänger kann das von 1905 bis 1944 bestehende „Internationale Landwirtschaftsinstitut“ mit Sitz in Rom angesehen werden.
Der Agrarwissenschaftler Heinz Haushofer schreibt dazu: „Wenn die offizielle Denkschrift zur Gründung des Internationalen Agrarinstitutes in Rom 1905 die Mitarbeit Ruhlands bei den Vorbereitungen für diese Gründung festhielt, so steht Ruhland damit auch am Anfang jener Gedankenkette, die zur Ernährungs- und Landwirtschaftsorganisation der Vereinten Nationen von heute, der FAO führte. Kaum ein anderer deutscher Agrarpolitiker, dessen Lebensarbeit in der Zeit vor 1914 lag, hat nach dem Ersten Weltkrieg und bis in die neueste Zeit hinein so große Nachwirkungen ausgelöst, wie Ruhland. Fest steht, dass die von ihm vertretenen Anschauungen unabhängig vom Nationalsozialismus in einer Anzahl von heute weltbewegenden agrarischen Gedanken und Organisationen weiterleben.“
Durch das Kontrollratsgesetz Nr. 45 vom 20. Februar 1947 wurde die nationalsozialistische Agrargesetzgebung in wesentlichen Teilen aufgehoben, im Besonderen das Reichserbhofgesetz, die Verordnung über den Verkehr mit landwirtschaftlichen Grundstücken und die Verordnung zur Sicherung der Landbewirtschaftung. Die ernährungswirtschaftliche Organisation blieb nur in Teilen erhalten. Nach dem Wegfall der Reichsgewalt wurde in den Besatzungszonen die Wiedererrichtung staatlicher Einrichtungen nach ganz verschiedenen Prinzipien betrieben.
Mit der Regierungserklärung der jungen Bundesrepublik vom 20. September 1949 wurde die „Soziale Marktwirtschaft“ proklamiert, das heißt eine nach sozialen Gesichtspunkten abgemilderte und durch soziale Maßnahmen ergänzte Wettbewerbswirtschaft. Die Regierungserklärung von 1949 enthält sowohl den Passus, dass die Grundnahrungsmittel auch dem „Minderbemittelten“ erschwinglich sein sollten, wie die Definition, dass ihre Preise „die Produktionskosten gut arbeitender Durchschnittsbetriebe“ decken sollten.
Das einzige Mittel, das einer Agrarpolitik mit solchen Aufgaben zur Verfügung stand, waren Marktordnungen für die wichtigeren Erzeugnisse, die von einer festen Vorstellung von der Verfassung eines solchen Marktes ausgehen mussten. Eine solche Vorstellung war vorhanden, denn das tatsächliche Funktionieren von Erzeugung und Verteilung bis zum bitteren Ende im Jahre 1945 hatte auch den schärfsten Kritikern der nationalsozialistischen Agrarpolitik die Anerkennung dieser Leistung abgenötigt. Wohl die Mehrzahl der deutschen Agrarpolitiker war in dieser Zeit bereit, sich einer solchen oder ähnlichen Beurteilung anzuschließen. Hinzu kam, dass fast alle europäische Staaten nach dem Zweiten Weltkrieg eine gewisse Ordnung oder mindestens wesentlicher Teile davon beibehielten. Die Möglichkeit einer staatlichen Beeinflussung von Überfluss und Mangel sollte aus sozialen Gründen erhalten bleiben.
Auf die Beispiele der in den 1930er-Jahren angelaufenen Marktordnungsgesetzgebung wurde damals bewusst zurückgegriffen. Vom Herbst 1949 bis zum Spätwinter 1951 folgten vier Marktordnungsgesetze aufeinander.

### Schluss
Maria, Ruhlands ältere Tochter, erzählte öfter, dass ihr Vater am Ende seiner Vorträge gerne die Abschlusszeile des vorletzten Verses aus dem Gedicht „Das Riesenspielzeug“ von Adelbert von Chamisso zitiert habe. Dies berichtet auch Josef Beck.
Schon allein aus den Titeln seiner vielen Arbeiten lässt sich belegen, dass dieser Schlusssatz das Ziel und die Summe der Bestrebungen Ruhlands war: „Der Bauer ist kein Spielzeug, da sei uns Gott davor.“

### Verwendete Quellen
- (GR) Gustav Ruhland: Das System der politischen Ökonomie. Band 3: Krankheitslehre des sozialen Volkskörpers. Puttkammer und Mühlbrecht, Berlin 1908.

1. ↑  Ruhland, Schlusswort

- (SF) Sigmund von Frauendorfer: Ideengeschichte der Agrarwirtschaft und Agrarpolitik im deutschen Sprachgebiet. Band I: Von den Anfängen bis zum ersten Weltkrieg. 2. Auflage. Bayerischer Landwirtschaftsverlag, München / Bonn / Wien 1963 (Ersterscheinung 1957).

1. ↑  Frauendorfer, S. 372 f.
2. ↑  Frauendorfer, S. 380.

- (HH) Sigmund von Frauendorfer, Heinz Haushofer (Verf.): Ideengeschichte der Agrarwirtschaft und Agrarpolitik im deutschen Sprachgebiet. Band II: Vom ersten Weltkrieg bis zur Gegenwart. Bayerischer Landwirtschaftsverlag, München / Bonn / Wien 1958.

1. ↑  Haushofer, S. 78.
2. ↑  Haushofer, S. 204.
3. ↑  Haushofer, S. 202.
4. ↑  Haushofer, S. 128.
5. ↑  Haushofer, S. 158.
6. ↑  Haushofer, S. 201 f.
7. ↑  Haushofer, S. 203.
8. ↑  Haushofer, S. 205.
9. 1 2  Haushofer, S. 216.
10. ↑  Haushofer, S. 220.
11. 1 2  Haushofer, S. 206.
12. ↑  Haushofer, S. 172.
13. ↑  Haushofer, S. 210.
14. ↑  Haushofer, S. 207.
15. ↑  Haushofer, S. 328.
16. ↑  Haushofer, S. 204.
17. ↑  Haushofer, S. 352.
18. ↑  Haushofer, S. 368 ff.

## Aufbewahrungsorte der Dokumente
- Bayerische Staatsbibliothek, München (Navigationshinweis: Literatursuche mit Stichwort Gustav Ruhland)
- Stadtarchiv Bad Tölz